# Trichaeta bivittata
Trichaeta bivittata är en fjärilsart som beskrevs av Walker 1864. Trichaeta bivittata ingår i släktet Trichaeta och familjen björnspinnare. Inga underarter finns listade i Catalogue of Life.